# Sarral
Sarral är en kommun i Spanien.   Den ligger i provinsen Província de Tarragona och regionen Katalonien, i den östra delen av landet, 400 km öster om huvudstaden Madrid. Antalet invånare är 1 662. Arean är 52 kvadratkilometer. Sarral gränsar till Rocafort de Queralt, Conesa, Les Piles, Pontils, El Pont d'Armentera, Cabra del Camp, Barberà de la Conca, Solivella och Forès. 
Terrängen i Sarral är kuperad österut, men västerut är den platt.